# ویلیام رولی (نمایشنامه‌نویس)
ویلیام رولی (حدود ۱۵۸۵ - فوریه ۱۶۲۶) نمایشنامه نویس انگلیسی دورهٔ جاکوبین بود که بیشتر به خاطر آثاری که با همکاری با نویسندگان موفق‌تر نوشته شده است، شناخته می‌شود. تاریخ ولادت او را سال ۱۵۸۵ تخمین زده‌اند. او در ۱۱ فوریه ۱۶۲۶ در قبرستان سنت جیمز، کلارکن‌ول در شمال لندن به خاک سپرده شد. (در سال ۱۹۲۸ سند روشنی از زمان مرگ او کشف شد، اما برخی از مقامات همچنان سال مرگ او را ۱۶۴۲ ذکر می‌کنند)

## زندگی و آثار
رولی بازیگر و نمایشنامه‌نویسی بود که در ایفای نقش‌های دلقک (یعنی شخصیت‌هایی که وظیفه آنها ارائه کمدی است) تخصص داشت. او همچنین باید مردی درشت‌هیکل بوده باشد، زیرا نقطهٔ قوت او به‌طورخاص در نقش دلقک‌های چاق بود. او اسقف چاق را در نمایش توماس میدلتون بازی شطرنج و پلامپوریج را در ماسک «اینرتمپل» همان نویسنده بازی کرد. او همچنین قطعات دلقک چاق را برای خود نوشت تا بازی کند: برای نمونه نقش ژاک در «همه چیز با شهوت از میان برود» یا نقش «بوستوفا» در «دوشیزهٔ آسیاب» که هم‌نویسی او با جان فلچر بود. او قطعاً نقش «سیمپلیسیتی» را در نمایش «دنیا در بازی تنیس تکان خورد» ایفا کرد و احتمالاً نقش «چوگ» را در نمایش «نزاعی نیکو» و ازآنجاکه اینها همکاری‌های میدلتون و رولی هستند، آنها به‌عنوان دو قسمت دیگر که رولی برای خودش نوشته است، واجد شرایط هستند. (شواهد نشان می‌دهد که رولی معمولاً در هم‌نویسی‌ها، داستان فرعی کمیک را مدیریت می‌کرد– اگرچه نقش او فقط به مطالب کمیک محدود نمی‌شد: در بدل، نزاعی نیکو و دوشیزهٔ آسیاب، او بخش‌های قابل‌توجهی از طرح اصلی نمایش را نیز نوشت). نقش دلقکِ بدون نام در «تولد مرلین» نشانه‌هایی از نقش دیگری است که رولی نمایشنامه‌نویس برای رولی بازیگر نوشته است. به نظر می‌رسد که رولی کار خود را با دستهٔ تئاتر مردان ملکه آن در تئاتر ردبول آغاز کرده باشد. در سال ۱۶۰۹ او بخشی از گروهی از بازیگران بود که یک شرکت نوازندگی به نام دوک یورک را تأسیس کردند که پس از سال ۱۶۱۲ به گروه تئاتر مردان شاهزاده چارلز معروف شد. بیشتر دوران حرفه‌ای رولی صرف نوشتن و ایفای نقش دلقک برای این شرکت شد که در مجموعه‌ای از سالن‌های تئاتر مختلف از جمله کرتن، هوپ و ردبول مستقر بود. رولی همچنین دریافت‌کنندهٔ اجرت این گروه برای اجراهای آنها در دربار بود.
در سال ۱۶۲۳، رولی دستهٔ تئاتر خود را ترک کرد و تا زمان مرگش در سال ۱۶۲۶ به دستهٔ بسیار موفق مردان شاه در گلوب پیوست. گرچه همکاری او با این گروه بسیار کوتاه بود، اما در سال ۱۶۲۴ درگیری جنجال نمایش «بازی شطرنج» و ماجرای نایب‌السلطنه اسپانیا شد. قابل توجه است که رولی لزوماً تلاش‌های نمایشنامه‌نویسی خود را به گروهی که به عنوان بازیگر به آن متعهد بود، محدود نکرد. در سال ۱۶۲۴ او یکی از اعضای گروه تئاتر مردان شاه، گروه معروف شکسپیر بود و در آگوست همان سال در تولید بدنام آنها «بازی شطرنج» ایفای نقش کرد ـ اما در همان سال با دکر، فورد و وبستر روی نمایشنامهٔ گمشدهٔ «بیوه را بیدار نگاه دار» برای تئاتر ردبول کار کرد.

## نمایشنامه‌ها

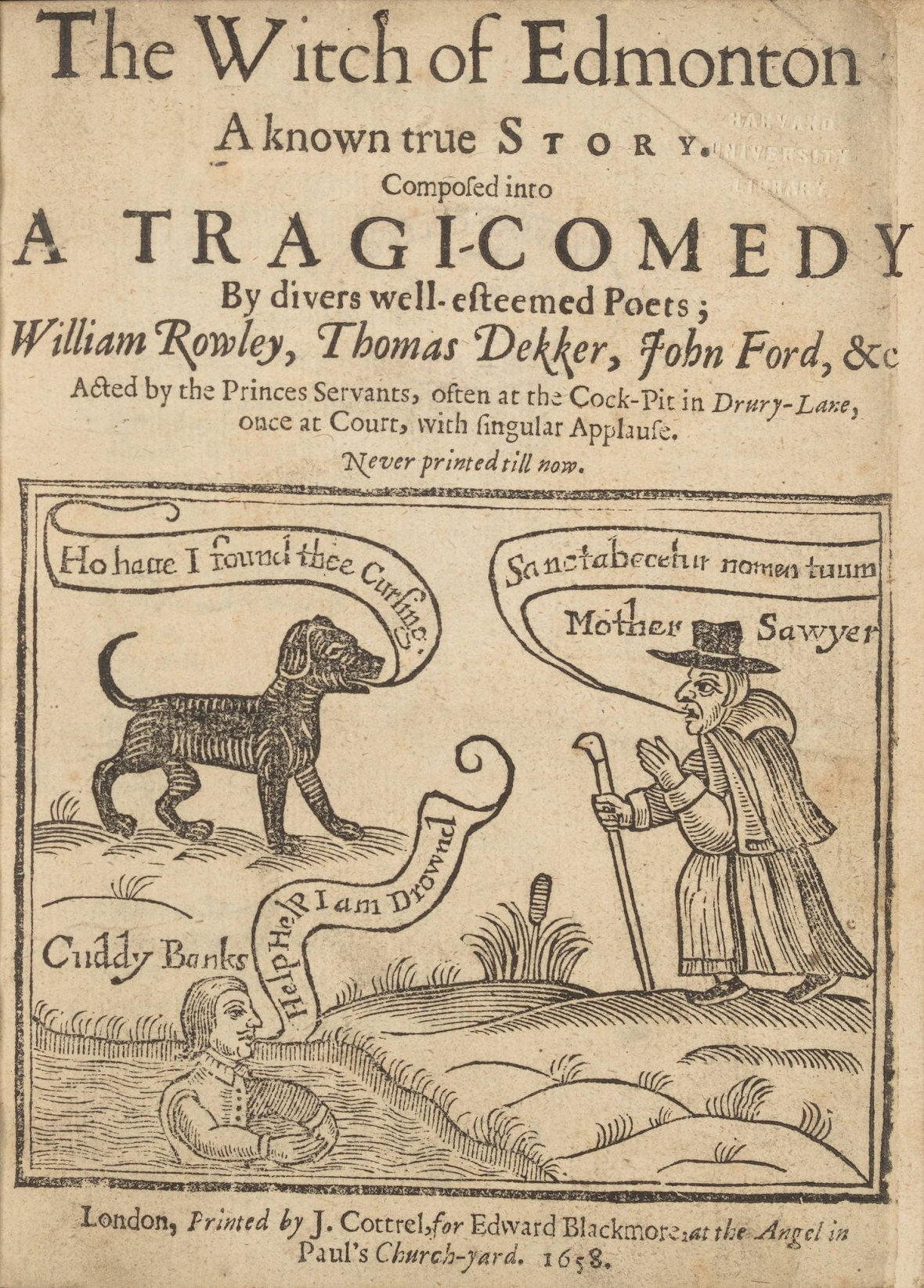
جادوگر ادمونتون، 1658

- جادوگر ادمونتون، 1658همه چیز با شهوت از میان برود، اجرا شده ۱۹–۱۶۱۸؛ چاپ ۱۶۳۳
- تولد مرلین یا «کودک پدرش را پیدا کرد» اجرا در ۱۶۲۲؛ چاپ ۱۶۶۲. صفحه‌عنوان ادعا می‌کند که ویلیام شکسپیر به عنوان نویسنده همکار رولی است، اما این ادعا مورد مناقشه است.
- بدل اجرا و با همکاری توماس میدلتون به روی صحنه رفت.
- درمانی برای یک شاخ‌به‌سر اجرا در ۱۶۲۴؛ چاپ ۱۶۶۱. با همکاری جان وبستر نوشته شده است.
- نزاعی نیکو اجرا شده ۱۷–۱۶۱۴؛ چاپ ۱۶۱۷. با همکاری توماس میدلتون نوشته شده است.
- بخت بر خشکی و دریا، اجرا شده در حدود ۱۶۰۷؛ چاپ ۱۶۵۵ با همکاری توماس هیوود نوشته شده است.
- دوشیزهٔ آسیاب اجرا در ۱۶۲۳؛ چاپ ۱۶۴۷ با همکاری جان فلچر نوشته شده است.
- مسابقه ای در نیمه شب اجرا شده در حدود ۱۶۲۲؛ چاپ ۱۶۳۳. تنها به "WR" نسبت داده می‌شود، و تحلیل سبک نشان می‌دهد که ممکن است به قلم رولی نباشد.
- شگفتی جدید: زنی که هرگز ناراحت نمی‌شود (اجرا شده در ۱۶۱۰–۱۴، چاپ ۱۶۳۲). احتمالاً یک هم‌نویسی؛ جورج ویلکینز و توماس هیوود به عنوان نویسنده مشترک پیشنهاد شده‌اند.
- قانون پیران، یا راهی نو برای خشنود کردنتان اجرا در ۱۶۱۸؛ چاپ ۱۶۵۶. با همکاری توماس میدلتون، و احتمالاً همکار سومی که ممکن است فیلیپ مسینجر یا توماس هیوود باشد، نوشته شده است.
- یک کفاش، یک آقا، تاریخ نگارش نامعلوم؛ چاپ ۱۶۳۸
- کولی اسپانیایی اجرا در ۱۶۲۳؛ چاپ ۱۶۵۳ اگرچه صفحه‌عنوان این نمایشنامه را به رولی و توماس میدلتون نسبت می‌دهد، تحلیل سبکی به نفع تیم جان فورد و توماس دکر است.
- شگفتی‌های تراسی؛ چاپ ۱۶۶۱ صفحه‌عنوان این نمایشنامه را به رولی و جان وبستر نسبت می‌دهد، اگرچه تعداد کمی از خوانندگان حضور وبستر را می‌پذیرند.
- سفرهای سه برادر انگلیسی اجرا و چاپ ۱۶۰۷. با همکاری جورج ویلکینز و جان دِی نوشته شده است.
- Wit at Several Weapons (اجرا شده در حدود ۱۶۱۵؛ چاپ ۱۶۴۷). اگرچه برای اولین بار به عنوان بخشی از برگه بومونت و فلچر چاپ شد، تحلیل سبک نشان می‌دهد که این نمایشنامه توسط رولی و توماس میدلتون بازنویسی شده است.
- جادوگر ادمونتون (اجرا در ۱۶۲۱؛ انتشار ۱۶۵۸). با همکاری جان فورد و توماس دکر نوشته شده است.
- دنیا در بازی تنیس تکان خورد (اجرا و چاپ ۱۶۲۰). با همکاری توماس میدلتون نوشته شده است.